# ŠŠ Kovas Kaunas
El ŠŠ Kovas Kaunas fou un club de futbol lituà de la ciutat de Kaunas.
Va ser fundat el 1921 amb el nom LFLS Šančiai Kaunas i fou dissolt el 1945 per les noves autoritats soviètiques del país.
Evolució del nom:
- 1921: LFLS Šančiai
- 1924: ŠŠ Kovas Kaunas

## Palmarès
- Lliga lituana de futbol: [3]
  - 1924, 1925, 1926, 1933, 1935, 1936